# 石川県立金沢伏見高等学校
石川県立金沢伏見高等学校（いしかわけんりつ かなざわふしみこうとうがっこう、英: Ishikawa Prefectural Kanazawa Fushimi High School）は、石川県金沢市米泉町にある公立の高等学校。1966年（昭和41年）に設立された「石川県立金沢女子高等学校」を前身とする。

## 設置学科
- 普通科

## 概要
ボーリング部やフェンシングは全国大会出場経験あり。校舎設計はモダニズム建築界を代表する建築家・富家宏泰による。

## 沿革
- 1966年（昭和41年）
  - 3月28日 - 石川県条例第19号によって「石川県立金沢女子高等学校」設立。
  - 4月8日 -  第1回入学式を金沢市泉野町1丁目、石川県立金沢中央高等学校（当分併置）にて挙行。
- 1968年（昭和43年）
  - 3月28日 - 石川郡野々市町本町2丁目、金沢工業大学特別教育館の仮校舎に移転。
  - 8月28日 - 金沢市米泉町に校舎完成移転。
  - 12月3日 - 体育館完成落成式挙行、校歌制定・校旗樹立。
- 1974年（昭和49年）10月12日 - 体育館西側に新運動場完成。
- 1976年（昭和51年）9月4日 - 弓道場落成。
- 1979年（昭和54年）10月22日 - 第2体育館完成。
- 1980年（昭和55年）9月30日 - 普通教室6教室、C棟増築工事完成。
- 1985年（昭和60年）
  - 3月31日 - 普通教室6教室、会議室、保健室等を含む南側新棟D棟完成。
  - 4月25日 - 屋内プール完成竣工式挙行。
  - 10月1日 - 図書室増改築工事完成式挙行。
- 1993年（平成5年）8月31日 - 大規模改造工事A・B棟完成。
- 1994年（平成6年）
  - 9月22日 - 石川県議会議案第19号において、男女共学・校名「石川県立金沢伏見高等学校」に決定。
  - 10月3日 - 大規模改造工事第1体育館。
- 1995年（平成7年）
  - 2月8日 - 武道館完成式挙行。
  - 3月2日 - 校歌・校章制定。
  - 4月1日 - 校名を「石川県立金沢伏見高等学校」に改称し、男女共学化。普通科の専門コースに「自然科学コース・国際文化コース・人間福祉コース」の3コースを設置。
  - 9月29日 - 大規模改造工事管理棟完成。
  - 12月20日 - グラウンド防球ネット工事完成。
- 1996年（平成8年）
  - 3月7日 - 校旗樹立。
  - 3月25日 - 部室棟完成。
- 1997年（平成9年）1月31日 - D棟改造工事完成。
- 1998年（平成10年）
  - 7月21日 - 運動場改修工事完成。
  - 9月10日 - バリアフリー化工事完成。
- 2001年（平成13年）12月14日 - 管理棟耐震工事完成。
- 2002年（平成14年）
  - 1月7日 - 藤棚完成（改修）。
  - 8月26日 - 福祉実習室改修工事完成。
  - 12月25日 - A・C棟耐震工事完成。
- 2003年（平成15年）11月28日 - B棟耐震工事完成。
- 2004年（平成16年）4月1日 - 2学期制開始。
- 2005年（平成17年）3月18日 - 弓道場改築工事完成。
- 2006年（平成18年）9月29日 - 第1体育館耐震工事完成。
- 2007年（平成19年）
  - 2月20日 - 第1体育館床改修工事完成。
  - 9月28日 - 第2体育館耐震工事完成。
- 2008年（平成20年）10月31日 - 学校版ISO認定校指定。
- 2009年（平成21年）2月27日 - 弓道場防矢ネット設置工事完成。
- 2013年（平成25年）4月1日 - 普通科の中にあった「自然科学、国際文化、人間福祉」の3コースを募集停止し、単独の普通科のみになる。
- 2015年（平成27年）
  - 4月1日 - 3学期制開始[1]。
  - 10月31日 - 普通教室全室にICT機器を配備。
- 2017年（平成29年）11月30日 - 普通教室棟C改修工事完成。

## 教育方針
- 教育目標[2] - 誠実、聡明で品位があり、論理的な思考力や創造力を身につけた、社会に貢献できる心豊かな人間の育成をめざす。

- 学習指導方針（スクールポリシー）[3]
  - （１）魅力ある教材により、生徒の学習意欲や興味関心を育て、学習態度を確立させる。
  - （２）「問い」「手立て」「協働的な学習の場作り」の工夫をとおして、論理的思考力や表現力を育む。
  - （３）学力に応じたきめ細かな学習指導を行い、進路志望の実現を支援する。

## 学校行事
- 4月 - 入学式
- 6月 - 修学旅行
- 8月 - 清流祭
- 3月 - 卒業式

## 部活動
- 運動部 - 陸上競技、バスケットボール（男・女）、卓球、バレーボール（女）、サッカー（男・女）、バドミントン、弓道、ソフトテニス、テニス（男・女）、フェンシング、ボウリング、少林寺拳法、野球、チアリーディング
- 文化部 - 演劇、音楽、美術、写真、書道、放送、科学、吹奏楽、英語研究、箏曲、JRC、茶道、華道、園芸

## 校歌
作詞：沢木欣一、作曲：安良岡章夫

## 所在地
〒921-8044 石川県金沢市米泉町5丁目85番地

## アクセス
- 北陸鉄道グループバス「伏見橋」バス停下車徒歩5分、「西泉」バス停下車7分
- 北陸鉄道石川線新西金沢駅徒歩15～20分
- IRいしかわ鉄道線西金沢駅徒歩15～20分

## 著名な関係者

### 出身者
- 徳永有美（元テレビ朝日アナウンサー） - 神奈川県立荏田高等学校より転入
- 中田ヤスタカ（ミュージシャン）